# 100 kilomètres
Pour "100 kilomètres d'altitude", voir ligne de Kármán
Le 100 kilomètres est une épreuve classique de course à pied de grand fond. Régulée par l'International Association of Ultrarunners (IAU), elle peut se disputer sur route, sur piste et en salle. Les spécialistes de cette épreuve d'ultrafond sont appelés familièrement « centbornards ». N'étant pas une discipline olympique et donc peu médiatisée, les athlètes sont le plus souvent amateurs.
L'Association internationale des fédérations d'athlétisme (IAAF) a mis un certain temps avant d'accepter ce type d'épreuves[réf. nécessaire].

## Courses
| Allemagne          | 12 |
| Belgique           | 2  |
| Canada             | 8  |
| Espagne            | 6  |
| États-Unis         | 31 |
| France             | 12 |
| Pays-Bas           | 5  |
| Italie             | 8  |
| Japon              | 7  |
| Australie          | 10 |
| Mexique            | 1  |
| Russie             | 4  |
| Afrique du Sud     | 1  |
| Argentine          | 1  |
| Brésil             | 1  |
| Chine              | 1  |
| Philippines        | 1  |
| Taïwan             | 2  |
| Suisse             | 1  |
| Hongrie            | 1  |
| Égypte             | 1  |
| Algérie            | 1  |
| Biélorussie        | 1  |
| Autriche           | 1  |
| Finlande           | 3  |
| Serbie             | 1  |
| Nouvelle-Zélande   | 4  |
| Singapour          | 1  |
| Namibie            | 1  |
| Slovaquie          | 1  |
| Corée du Sud       | 5  |
| Norvège            | 2  |
| Mongolie           | 1  |
| Lituanie           | 1  |
| Islande            | 1  |
| Inde               | 2  |
| Irlande            | 1  |
| Hongrie            | 1  |
| Grèce              | 1  |
| Estonie            | 1  |
| Danemark           | 3  |
| Équateur           | 1  |
| République tchèque | 3  |
| Croatie            | 1  |
| Chili              | 1  |
| Russie             | 4  |

La France est le pays qui organisait le plus de 100 km, avec 14 en 2003 ; elle a même compté jusqu'à 29 courses en 1991 ; leur faible nombre dans les pays anglo-saxons amateurs d'ultra-fond est lié à l'utilisation du système impérial d'unités. Aujourd'hui, on compte plus de 400 courses de 100 km à travers le monde chaque année ; en 2017, il y a eu 479 manifestations, mais seules 56 reçoivent le label IAU.

### Championnats IAU depuis1987
Statistiques ultra des championnats IAU depuis 1987, d'après la Deutsche Ultramarathon-Vereinigung (DUV) :

#### Championnats du monde
- Chavagnes-en-Paillers  France - 1999
- Cléder  France - 2001
- Doha  Qatar - 2014
- Duluth  États-Unis - 1990
- Florence  Italie - 1991
- Gibraltar  Royaume-Uni - 2010
- Los Alcazares  Espagne - 2016
- Moscou  Russie - 1996
- Nakamura  Japon - 1998
- Palamos  Espagne - 1992
- Paris  France - 1989
- Santander  Espagne - 1988
- Séoul  Corée du Sud - 2006
- Seregno  Italie - 2012
- S.G. Lupatoto  Italie - 2003
- Sveti Martin  Croatie - 2018
- Taipei  Taipei chinois - 2003
- Torhout  Belgique - 1987, 1993, 2002, 2009
- Tuscania  Italie - 2008
- Winschoten  Pays-Bas - 1995, 1997, 2000, 2004, 2007, 2011, 2015
- Yubetsu  Japon - 1994, 2005

#### Championnats d'Europe
- Belvès  France  - 2000, 2013
- Chavagnes-en-Paillers  France  - 1995
- Tchernogolovka  Russie  - 2003
- Cléder  France  - 1996
- Florence  Italie  - 1997, 2004
- Gibraltar  Royaume-Uni  - 2010
- Seregno  Italie  - 2012
- Torhout  Belgique  - 1998, 2006, 2009
- Tuscania  Italie  - 2008
- Winschoten  Pays-Bas  - 1992, 1993, 1994, 1999, 2001, 2002, 2005, 2007, 2011, 2015

### France 2017
Liste des 100 km en France extraite des résultats 2017 de la DUV :
- 100 km de Belvès (100 km du Périgord noir)[8]
- 100 km de Cléder (100 km Entre Terre et Mer)[9]
- 100 km de Millau[10]
- 100 km de Steenwerck[11]
- 100 km de Vendée (100 km de Chavagnes-en-Paillers)[12]
- 100 km du Père Noël[13]
- 100 km du Spiridon Catalan[14]
- 100 km de la Somme (100 km d'Amiens)[15]
- 100 km Sri Chinmoy (100 km Self-Transcendance)[16]
- 50 & 100 km de Cestas
- Grand Trail Stevenson[17]
- La ronde des éléphants[18]
- Trail des Volcans[17]
- Trail du Viaduc des Fauvettes[19]
- Trail La Barjo[20]

## Records
- À noter que l’IAU n’a pas reconnu pendant un temps le record du monde de Nao Kazami, la qualité du parcours du lac Saroma étant controversée[21],[22]. Le record est maintenant validé par la World Athletics (anciennement IAAF)[23] et l'IAU[24].

|         | Femmes             | Femmes          | Femmes            | Femmes                | Hommes               | Hommes            | Hommes          | Hommes  |
| Athlète | Temps              | Date            | Lieu              | Athlète               | Temps                | Date              | Lieu            |         |
| ------- | ------------------ | --------------- | ----------------- | --------------------- | -------------------- | ----------------- | --------------- | ------- |
| Route   | Tomoe Abe          | 6 h 33 min 11 s | 25 juin 2000      | Yūbetsu-Tokoro        | Aleksandr Sorokin    | 6 h 5 min 35 s    | 14 mai 2023     | Vilnius |
| Piste   | Norimi Sakurai     | 7 h 14 min 6 s  | 27 septembre 2003 | San Giovanni Lupatoto | Donald Ritchie       | 6 h 10 min 20 s , | 28 octobre 1978 | Londres |
| Salle   | Irina Vishnevskaya | 8 h 5 min 6 s   | 31 janvier 2009   | Moscou                | Aleksandr Vishnyagov | 6 h 47 min 55 s   | 28 janvier 2006 | Moscou  |

|         | Femmes        | Femmes         | Femmes       | Femmes  | Hommes            | Hommes         | Hommes      | Hommes  |
| Athlète | Temps         | Date           | Lieu         | Athlète | Temps             | Date           | Lieu        |         |
| ------- | ------------- | -------------- | ------------ | ------- | ----------------- | -------------- | ----------- | ------- |
| Route   | Sarah Webster | 7 h 3 min 48 s | 24 mars 2024 | Perth   | Aleksandr Sorokin | 6 h 5 min 35 s | 14 mai 2023 | Vilnius |

|         | Femmes       | Femmes        | Femmes       | Femmes            | Hommes         | Hommes          | Hommes       | Hommes      |
| Athlète | Temps        | Date          | Lieu         | Athlète           | Date           | Temps           | Lieu         |             |
| ------- | ------------ | ------------- | ------------ | ----------------- | -------------- | --------------- | ------------ | ----------- |
| Route   | Floriane Hot | 7 h 4 min 3 s | 27 août 2022 | Bernau bei Berlin | Guillaume Ruel | 6 h 13 min 42 s | 22 juin 2024 | Los Angeles |

## Championnats du monde
Statistiques des championnats du monde IAU des 100 km d'après la Deutsche Ultramarathon-Vereinigung (DUV) :
Après sa création en septembre 1983, l'International Association of Ultrarunners (IAU), crée pour promouvoir sa discipline des courses « Au-Delà Du Marathon » (ADDM), sa première épreuve sous le patronage de l'International Association of Athletics Federations (IAAF), le 100 kilomètres en Belgique à Torhout. Le classement par équipe se fait sur le cumul des temps des trois premiers de chaque nation.
| Palmarès des championnats du monde des 100 kilomètres |                   |                              |                        |                 |                                       |                        |                 |                                       |  |
| Édition                                               | Date              | Lieu                         | Hommes Individuel      | Temps           | Hommes Équipe                         | Femmes Individuel      | Temps           | Femmes Équipe                         |  |
| 1re                                                   | 20 juin 1987      | Torhout Belgique             | Domingo Catalán        | 6 h 19 min 35 s |                                       | Agnes Eberle           | 8 h 1 min 33 s  |                                       |  |
| 2e                                                    | 1er octobre 1988  | Santander Espagne            | Domingo Catalán        | 6 h 34 min 41 s | France 20 h 58 min 43 s               | Ann Trason             | 7 h 30 min 49 s | Allemagne de l'Ouest 25 h 53 min 27 s |  |
| 3e                                                    | 25 juin 1989      | Paris-Rambouillet France     | Bruno Scelsi           | 6 h 47 min 6 s  | France 20 h 46 min 56 s               | Katharina Janicke      | 8 h 7 min 41 s  | France 26 h 31 min 54 s               |  |
| 4e                                                    | 27 octobre 1990   | Duluth États-Unis            | Roland Vuillemenot     | 6 h 34 min 2 s  | Allemagne de l'Ouest 21 h 21 min 36 s | Eleanor Adams          | 7 h 55 min 8 s  | Allemagne de l'Ouest 25 h 32 min 50 s |  |
| 5e                                                    | 25 mai 1991       | Florence-Faenza Italie       | Valmir Nunes           | 6 h 35 min 36 s | France 20 h 53 min 9 s                | Eleanor Robinson-Adams | 7 h 52 min 15 s | Allemagne 25 h 41 min 3 s             |  |
| 6e                                                    | 16 février 1992   | Palamós Espagne              | Konstantin Santalov    | 6 h 23 min 35 s | Allemagne 20 h 23 min 20 s            | Nursia Bagmanov        | 7 h 44 min 37 s | Allemagne 24 h 20 min 5 s             |  |
| 7e                                                    | 8 août 1993       | Torhout Belgique             | Konstantin Santalov    | 6 h 26 min 26 s | Russie 19 h 59 min 48 s               | Carolyn Hunter-Rowe    | 7 h 27 min 19 s | Russie 22 h 54 min 0 s                |  |
| 8e                                                    | 26 juin 1994      | Yūbetsu-Tokoro Japon         | Alexey Volgin          | 6 h 22 min 43 s | Allemagne 20 h 7 min 1 s              | Valentina Shatyaeva    | 7 h 34 min 58 s | Russie 23 h 9 min 16 s                |  |
| 9e                                                    | 16 septembre 1995 | Winschoten Pays-Bas          | Valmir Nunes           | 6 h 18 min 9 s  | Russie 19 h 43 min 52 s               | Ann Trason             | 7 h 0 min 48 s  | États-Unis 22 h 28 min 21 s           |  |
| 10e                                                   | 4 mai 1996        | Moscou Russie                | Konstantin Santalov    | 6 h 32 min 41 s | Russie 19 h 57 min 57 s               | Valentina Shatyaeva    | 7 h 33 min 10 s | Russie 23 h 14 min 49 s               |  |
| 11e                                                   | 13 septembre 1997 | Winschoten Pays-Bas          | Sergiy Yanenko         | 6 h 25 min 25 s | Russie 19 h 53 min 47 s               | Valentina Lyakhova     | 7 h 30 min 37 s | France 23 h 26 min 52 s               |  |
| 12e                                                   | 18 octobre 1998   | Shimanto Japon               | Grigory Murzin         | 6 h 30 min 6 s  | Russie 19 h 44 min 41 s               | Carolyn Hunter-Rowe    | 8 h 16 min 7 s  | Allemagne 26 h 23 min 24 s            |  |
| 13e                                                   | 15 mai 1999       | Chavagnes-en-Paillers France | Simon Pride            | 6 h 24 min 5 s  | Russie 19 h 54 min 59 s               | Anna Balošáková        | 7 h 33 min 2 s  | France 23 h 24 min 5 s                |  |
| 14e                                                   | 9 septembre 2000  | Winschoten Pays-Bas          | Pascal Fétizon         | 6 h 23 min 15 s | France 19 h 46 min 25 s               | Edit Bérces            | 7 h 25 min 21 s | Allemagne 23 h 29 min 28 s            |  |
| 15e                                                   | 26 août 2001      | Cléder France                | Yasufumi Mikami        | 6 h 33 min 28 s | France 20 h 17 min 11 s               | Elvira Kolpakova       | 7 h 31 min 12 s | Russie 23 h 31 min 12 s               |  |
| 16e                                                   | 21 juin 2002      | Torhout Belgique             | Mario Fattore          | 6 h 34 min 23 s | Russie 20 h 11 min 32 s               | Tatiana Zhyrkova       | 7 h 37 min 6 s  | Russie 23 h 13 min 56 s               |  |
| 17e                                                   | 16 novembre 2003  | Taïnan Taipei chinois        | Mario Fattore          | 7 h 4 min 56 s  | Italie 22 h 10 min 18 s               | Monica Casiraghi       | 7 h 31 min 12 s | Italie 25 h 52 min 6 s                |  |
| 18e                                                   | 11 septembre 2004 | Winschoten Pays-Bas          | Mario Ardemagni        | 6 h 18 min 24 s | Italie 20 h 6 min 37 s                | Tatiana Zhyrkova       | 7 h 10 min 32 s | Russie 23 h 9 min 59 s                |  |
| 19e                                                   | 26 juin 2005      | Yūbetsu-Tokoro Japon         | Grigory Murzin         | 6 h 24 min 15 s | Japon 20 h 34 min 7 s                 | Hiroko Syou            | 7 h 53 min 41 s | États-Unis 24 h 46 min 39 s           |  |
| 20e                                                   | 8 octobre 2006    | Misari Corée du Sud          | Yannick Djouadi        | 6 h 38 min 27 s | Russie 20 h 17 min 23 s               | Lizzy Hawker           | 7 h 28 min 56 s | Italie 23 h 23 min 43 s               |  |
| 21e                                                   | 8 septembre 2007  | Winschoten Pays-Bas          | Shinichi Watanabe      | 6 h 23 min 31 s | Italie 19 h 52 min 41 s               | Norimi Sakurai         | 7 h 0 min 28 s  | Japon 22 h 25 min 16 s                |  |
| 22e                                                   | 8 novembre 2008   | Tarquinia Italie             | Giorgio Calcaterra     | 6 h 37 min 41 s | Italie 20 h 57 min 39 s               | Tatiana Zhyrkova       | 7 h 23 min 33 s | Russie 22 h 58 min 46 s               |  |
| 23e                                                   | 19 juin 2009      | Torhout Belgique             | Yasukazu Miyazato      | 6 h 40 min 44 s | Japon 20 h 31 min 4 s                 | Kami Semick            | 7 h 23 min 33 s | États-Unis 23 h 41 min 10 s           |  |
| 24e                                                   | 7 novembre 2010   | Gibraltar                    | Shinji Nakadai         | 6 h 43 min 44 s | Japon 20 h 32 min 23 s                | Eleanor Greenwood      | 7 h 29 min 5 s  | Royaume-Uni 23 h 16 min 54 s          |  |
| 25e                                                   | 19 septembre 2011 | Winschoten Pays-Bas          | Giorgio Calcaterra     | 6 h 27 min 32 s | États-Unis 20 h 17 min 47 s           | Marina Bychkova        | 7 h 27 min 19 s | Russie 23 h 19 min 40 s               |  |
| 26e                                                   | 19 septembre 2012 | Seregno Italie               | Giorgio Calcaterra     | 6 h 23 min 20 s | Italie 20 h 6 min 41 s                | Amy Sproston           | 7 h 34 min 8 s  | États-Unis 22 h 59 min 3 s            |  |
| 27e                                                   | 21 novembre 2014  | Doha Qatar                   | Max King               | 6 h 27 min 44 s | États-Unis 20 h 8 min 11 s            | Eleanor Greenwood      | 7 h 30 min 30 s | Royaume-Uni 22 h 56 min 11 s          |  |
| 28e                                                   | 12 septembre 2015 | Winschoten Pays-Bas          | Jonas Buud             | 6 h 22 min 44 s | Suède 19 h 59 min 40 s                | Camille Herron         | 7 h 8 min 35 s  | États-Unis 22 h 39 min 35 s           |  |
| 29e                                                   | 27 novembre 2016  | Los Alcázares Espagne        | Hideaki Yamauchi       | 6 h 18 min 22 s | Afrique du Sud 19 h 51 min 40 s       | Kirstin Bull           | 7 h 34 min 25 s | Japon 23 h 23 min 14 s                |  |
| 30e                                                   | 8 septembre 2018  | Sveti Martin na Muri Croatie | Hideaki Yamauchi       | 6 h 28 min 5 s  | Japon 19 h 37 min 1 s                 | Nikolina Šustić        | 7 h 20 min 34 s | Japon 23 h 3 min 50 s                 |  |
| 31e                                                   | 27 août 2022      | Bernau bei Berlin Allemagne  | Haruki Okayama         | 6 h 12 min 10 s | Japon 18 h 51 min 12 s                | Floriane Hot           | 7 h 4 min 3 s   | États-Unis 22 h 14 min 46 s           |  |
| 32e                                                   | 7 décembre 2024   | Bangalore Inde               | Jumpei Yamaguchi Japon | 6 h 12 min 17 s | Japon 19 h 30 min 9 s                 | Floriane Hot France    | 7 h 8 min 43 s  | France 22 h 27 min 5 s                |  |

### Palmarès par nation
Comptage réalisé à partir du tableau précédent entre 1987 et 2018 :
| Rang | Pays                 | Individuel | Par équipe | Total |
| ---- | -------------------- | ---------- | ---------- | ----- |
| 1    | Russie               | 15         | 16         | 31    |
| 2    | Japon                | 8          | 7          | 15    |
| 3    | Italie               | 7          | 7          | 14    |
| 4    | États-Unis           | 6          | 7          | 13    |
| 5    | France               | 4          | 8          | 12    |
| 6    | Royaume-Uni          | 8          | 2          | 10    |
| 7    | Allemagne            | 0          | 6          | 6     |
| 8    | Allemagne de l'Ouest | 1          | 3          | 4     |
| 9    | Espagne              | 2          | 0          | 2     |
| 9    | Brésil               | 2          | 0          | 2     |
| 11   | Suède                | 1          | 1          | 2     |
| 12   | Suisse               | 1          | 0          | 1     |
| 12   | Ukraine              | 1          | 0          | 1     |
| 12   | Slovaquie            | 1          | 0          | 1     |
| 12   | Hongrie              | 1          | 0          | 1     |
| 12   | Croatie              | 1          | 0          | 1     |
| 12   | Australie            | 1          | 0          | 1     |
| 18   | Afrique du Sud       | 0          | 1          | 1     |

### Athlètes les plus titrés
Comptage réalisé à partir du tableau des palmarès entre 1987 et 2018 :
- 3.  Konstantin Santalov
- 3.  Giorgio Calcaterra
- 3.  Tatiana Zhyrkova
- 2.  Domingo Catalan
- 2.  Ann Trason
- 2.  Valentina Shatyaeva
- 2.  Eleanor Robinson-Adams (dont un titre sous son nom de jeune fille)
- 2.  Valmir Nunes
- 2.  Grigory Murzin
- 2.  Eleanor Greenwood
- 2.  Hideaki Yamauchi

## Championnats d'Europe
Statistiques des championnats d'Europe IAU des 100 km d'après la Deutsche Ultramarathon-Vereinigung (DUV), :
Cinq ans après les championnats du monde de 100 kilomètres, l'IAU organise les championnats d'Europe sous l'égide de l'European Association Athletic. Le classement par équipe se fait sur le cumul des temps des trois premiers de chaque nation.
| Palmarès des championnats d'Europe des 100 kilomètres |                   |                               |                     |                 |                              |                             |                 |                              |
| Édition                                               | Date              | Lieu                          | Hommes Individuel   | Temps           | Hommes Équipe                | Femmes Individuel           | Temps           | Femmes Équipe                |
| 1re                                                   | 12 septembre 1992 | Winschoten, Pays-Bas          | Jean-Paul Praet     | 6 h 16 min 41 s | Russie 20 h 48 min 45 s      | Hilary Walker               | 7 h 55 min 12 s | Royaume-Uni 24 h 20 min 25 s |
| 2e                                                    | 11 septembre 1993 | Winschoten, Pays-Bas          | Konstantin Santalov | 6 h 25 min 52 s | Royaume-Uni 20 h 26 min 58 s | Marta Vass                  | 7 h 43 min 6 s  | Royaume-Uni 24 h 53 min 32 s |
| 3e                                                    | 3 septembre 1994  | Winschoten, Pays-Bas          | Konstantin Santalov | 6 h 28 min 45 s | Russie 19 h 56 min 54 s      | Valentina Lyakhova          | 7 h 36 min 39 s | Russie 23 h 39 min 51 s      |
| 4e                                                    | 27 mai 1995       | Chavagnes-en-Paillers, France | Jaroslaw Janicki    | 6 h 28 min 36 s | Russie 19 h 52 min 19 s      | Isabelle Olive              | 7 h 43 min 14 s | Royaume-Uni 23 h 39 min 2 s  |
| 5e                                                    | 25 août 1996      | Cléder, France                | Jaroslaw Janicki    | 6 h 33 min 39 s | Pologne 20 h 4 min 53 s      | Carolyn Hunter-Rowe         | 7 h 41 min 29 s | France 23 h 40 min 35 s      |
| 6e                                                    | 31 mai 1997       | Faenza, Italie                | Aleksey Kononov     | 6 h 47 min 35 s | Russie 20 h 23 min 11 s      | Olga Lapina                 | 8 h 13 min 49 s | Allemagne 25 h 12 min 9 s    |
| 7e                                                    | 19 juin 1998      | Torhout, Belgique             | Grigory Murzin      | 6 h 23 min 29 s | Russie 19 h 55 min 31 s      | Svetlana Savoskina          | 7 h 45 min 43 s | Russie 24 h 3 min 3 s        |
| 8e                                                    | 12 septembre 1999 | Winschoten, Pays-Bas          | Pascal Fétizon      | 6 h 39 min 16 s | France 20 h 32 min 25 s      | Elvira Kolpakova            | 7 h 33 min 39 s | Allemagne 24 h 54 min 3 s    |
| 9e                                                    | 30 avril 2000     | Belvès, France                | Farid Ganiev        | 6 h 33 min 26 s | Russie 20 h 15 min 4 s       | Edith Berces                | 7 h 53 min 12 s | France 25 h 2 min 12 s       |
| 10e                                                   | 29 septembre 2001 | Winschoten, Pays-Bas          | Vladimir Netreba    | 6 h 45 min 43 s | Russie 21 h 56 min 3 s       | Ricarda Botzon              | 7 h 31 min 55 s | Russie 23 h 37 min 49 s      |
| 11e                                                   | 14 septembre 2002 | Winschoten, Pays-Bas          | Pascal Fétizon      | 6 h 34 min 16 s | Russie 20 h 13 min 4 s       | Elvira Kolpakova            | 7 h 24 min 52 s | Russie 23 h 57 min 55 s      |
| 12e                                                   | 19 avril 2003     | Tchernogolovka, Russie        | Grigory Murzin      | 6 h 29 min 41 s | Russie 20 h 20 min 0 s       | Tatiana Zhyrkova            | 7 h 19 min 51 s | Russie 22 h 28 min 13 s      |
| 13e                                                   | 29 mai 2004       | Faenza, Italie                | Mario Ardemagni     | 6 h 31 min 45 s | Italie 20 h 40 min 33 s      | Monica Casiraghi            | 8 h 3 min 4 s   | Italie 25 h 22 min 14 s      |
| 14e                                                   | 10 septembre 2005 | Winschoten, Pays-Bas          | Oleg Kharitonov     | 6 h 30 min 31 s | Russie 20 h 21 min 40 s      | Monica Casiraghi            | 7 h 53 min 25 s | France 24 h 11 min 24 s      |
| 15e                                                   | 16 juin 2006      | Torhout, Belgique             | José-Maria Gonzales | 6 h 23 min 44 s | Espagne 20 h 0 min 24 s      | Birgit Schöenherr-Höelscher | 7 h 58 min 44 s | France 24 h 14 min 37 s      |
| 16e                                                   | 8 septembre 2007  | Winschoten, Pays-Bas          | Oleg Kharitonov     | 6 h 30 min 23 s | Russie 19 h 58 min 10 s      | Laurence Klein              | 7 h 26 min 45 s | France 23 h 12 min 27 s      |
| 17e                                                   | 8 novembre 2008   | Tarquinia, Italie             | Giorgio Calcaterra  | 6 h 37 min 41 s | Italie 20 h 57 min 39 s      | Tatiana Zhyrkova            | 7 h 23 min 33 s | Russie 22 h 58 min 46 s      |
| 18e                                                   | 19 juin 2009      | Torhout, Belgique             | Jonas Buud          | 6 h 41 min 50 s | Italie 20 h 43 min 15 s      | Irina Vishnevskaya          | 7 h 46 min 26 s | Russie 24 h 31 min 5 s       |
| 19e                                                   | 7 novembre 2010   | Gibraltar, Gibraltar          | Jonas Buud          | 6 h 47 min 40 s | France 21 h 5 min 52 s       | Eleanor Greenwood           | 7 h 29 min 5 s  | Royaume-Uni 23 h 16 min 54 s |
| 20e                                                   | 10 septembre 2011 | Winschoten, Pays-Bas          | Giorgio Calcaterra  | 6 h 27 min 32 s | France 21 h 36 min 19 s      | Marina Bychkova             | 7 h 27 min 19 s | Russie 23 h 19 min 40 s      |
| 21e                                                   | 16 juin 2012      | Seregno, Italie               | Giorgio Calcaterra  | 6 h 23 min 20 s | Italie 20 h 6 min 41 s       | Kajsa Berg                  | 7 h 35 min 23 s | Russie 24 h 2 min 28 s       |
| 22e                                                   | 27 avril 2013     | Belvès, France                | Asier Cuevas        | 6 h 53 min 14 s | Espagne 20 h 54 min 52 s     | Kajsa Berg                  | 7 h 38 min 52 s | Russie 23 h 28 min 22 s      |
| 23e                                                   | 12 septembre 2015 | Winschoten, Pays-Bas          | Jonas Buud          | 6 h 22 min 44 s | Suède 19 h 59 min 40 s       | Kajsa Berg                  | 7 h 20 min 48 s | Suède 22 h 51 min 6 s        |

### Palmarès par nation
Comptage réalisé à partir du tableau précédent entre 1992 et 2015 :
| Rang | Pays        | Individuel | Par équipe | Total |
| ---- | ----------- | ---------- | ---------- | ----- |
| 1    | Russie      | 18         | 21         | 39    |
| 2    | France      | 4          | 8          | 12    |
| 3    | Italie      | 6          | 5          | 11    |
| 4    | Suède       | 6          | 2          | 8     |
| 5    | Royaume-Uni | 3          | 5          | 8     |
| 6    | Allemagne   | 2          | 2          | 4     |
| 7    | Espagne     | 2          | 2          | 4     |
| 8    | Pologne     | 2          | 1          | 3     |
| 9    | Hongrie     | 2          | 0          | 2     |
| 10   | Belgique    | 1          | 0          | 1     |

### Athlètes les plus titrés
Comptage réalisé à partir du tableau précédent entre 1992 et 2015 :
- 3.  Giorgio Calcaterra
- 3.  Jonas Buud
- 3.  Kajsa Berg
- 2.  Konstantin Santalov
- 2.  Jaroslaw Janicki
- 2.  Pascal Fétizon
- 2.  Grigory Murzin
- 2.  Oleg Kharitonov
- 2.  Elvira Kolpakova
- 2.  Monica Casiraghi
- 2.  Tatiana Zhyrkova

## Championnats de France

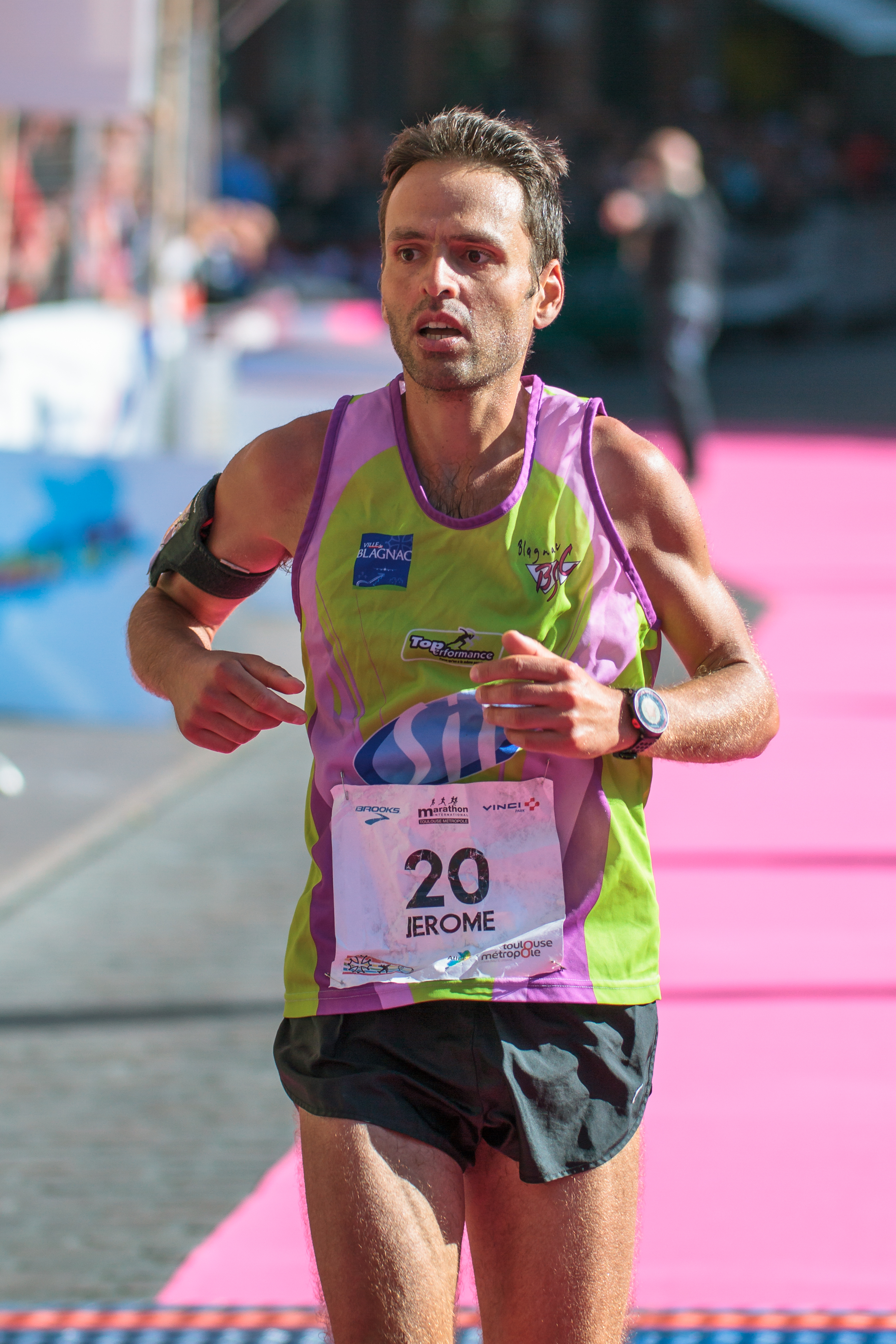
Jérôme Bellanca, champion de France 2013, 2015, 2017 et 2019, lors du marathon de Toulouse métropole 2014

Le titre national a lieu à partir de 1982, mais la Fédération française d'athlétisme prenant en marche la mode de la course sur route au début des années 1980, donne l'appellation des deux premières éditions sous le terme de « Critérium National ». Cependant, le milieu des centbornards considéra ces deux éditions comme étant les premiers championnats décernant le titre de champion de France. Le classement par équipe se fait sur le cumul des temps des 3 premiers de chaque équipe. Le titre de champion de France masculin par équipe ne devient officiel qu'à partir de 2004, auparavant, il n'est donné qu'à titre officieux. Il n'existe pas encore de titre de champion de France par équipe féminine officiel[réf. nécessaire].
| Palmarès des championnats de France des 100 kilomètres |                   |                         |                    |                 |                                                |                              |                 |                               |
| Édition                                                | Date              | Lieu                    | Hommes Individuel  | Temps           | Hommes Équipe                                  | Femmes Individuel            | Temps           | Femmes Équipe                 |
| 1re                                                    | 25 septembre 1982 | Millau                  | Jean-Marc Bellocq  | 7 h 13 min 25 s |                                                | Stéphanie Mazoin             | 10 h 29 min 0 s |                               |
| 2e[réf. nécessaire]                                    | 23 avril 1983     | Belvès                  | Claude Ansard      | 6 h 58 min 13 s |                                                | Martine Planus               | 9 h 26 min 33 s |                               |
| 3e                                                     | 16 juin 1984      | Migennes                | Claude Ansard      | 6 h 44 min 0 s  |                                                | Chantal Langlacé             | 7 h 26 min 1 s  |                               |
| 4e                                                     | 13 avril 1985     | Condom                  | Bruno Scelsi       | 7 h 8 min 20 s  |                                                | Yvette Rossi                 | 9 h 38 min 15 s |                               |
| 5e                                                     | 13 septembre 1986 | Vogelgrun               | Bruno Scelsi       | 6 h 27 min 8 s  |                                                | Monique Exbrayat             | 7 h 41 min 29 s |                               |
| 6e                                                     | 24 octobre 1987   | Cabestany               | Bruno Scelsi       | 6 h 59 min 23 s | ASPTT Grasse 23 h 38 min 1 s                   | Monique Exbrayat             | 8 h 22 min 22 s |                               |
| 7e                                                     | 10 septembre 1988 | Amiens                  | Jean-Marc Bellocq  | 6 h 34 min 18 s | CGF Mulhouse 22 h 12 min 32 s                  | Marie-France Plas-Vassogne   | 8 h 20 min 45 s |                               |
| 8e                                                     | 25 juin 1989      | Paris-Rambouillet       | Bruno Scelsi       | 6 h 47 min 6 s  | CGF Mulhouse 22 h 1 min 19 s                   | Huguette Jouault             | 8 h 46 min 42 s |                               |
| 9e                                                     | 22 avril 1990     | Martigné-Ferchaud       | Denis Gack         | 6 h 42 min 53 s | CGF Mulhouse 23 h 16 min 53 s                  | Huguette Jouault             | 8 h 52 min 5 s  |                               |
| 10e                                                    | 29 septembre 1991 | Millau                  | Roland Vuillemenot | 7 h 0 min 25 s  | LC Montherme 23 h 14 min 57 s                  | Huguette Jouault             | 8 h 38 min 8 s  |                               |
| 11e                                                    | 24 octobre 1992   | Amiens                  | Roland Vuillemenot | 6 h 33 min 42 s | AVS Amiens 22 h 44 min 38 s                    | Danielle Geoffroy            | 8 h 11 min 44 s |                               |
| 12e                                                    | 22 mai 1993       | Chavagnes-en-Paillers   | Roland Vuillemenot | 6 h 30 min 35 s | AVS Amiens 23 h 7 min 29 s                     | Huguette Jouault             | 7 h 58 min 5 s  |                               |
| 13e                                                    | 3 avril 1994      | Rognonas                | Bernard Curton     | 6 h 42 min 50 s | AVS Amiens 23 h 18 min 59 s                    | Béatrice Reymann             | 8 h 7 min 22 s  |                               |
| 14e                                                    | 9 juillet 1995    | Cléder                  | Roland Vuillemenot | 7 h 5 min 52 s  | AVS Amiens 25 h 18 min 54 s                    | Sylvie Laville               | 7 h 58 min 46 s |                               |
| 15e                                                    | 16 mai 1996       | Steenwerck              | Roland Vuillemenot | 6 h 43 min 22 s | CGF Mulhouse 24 h 29 min 8 s                   | Martine Cubizolles           | 7 h 38 min 53 s |                               |
| 16e                                                    | 5 juillet 1997    | Mulhouse                | Yves Laissu        | 6 h 54 min 36 s |                                                | Huguette Jouault             | 7 h 46 min 42 s |                               |
| 17e                                                    | 25 avril 1998     | Belvès                  | Gilles Diehl       | 7 h 6 min 27 s  | AL Saint-Marc le Blanc 25 h 12 min 28 s        | Murielle Brionne             | 8 h 57 min 11 s |                               |
| 18e                                                    | 19 juin 1999      | Saint-Vit               | Pascal Fétizon     | 6 h 29 min 44 s | ASPTT Lyon 22 h 51 min 46 s                    | Magali Maggiolini-Reymonencq | 8 h 28 min 35 s |                               |
| 19e                                                    | 25 juin 2000      | Gérardmer               | Jean-Marie Gehin   | 6 h 58 min 24 s | ASA Olivet 24 h 20 min 15 s                    | Annie Floris                 | 8 h 39 min 24 s |                               |
| 20e                                                    | 26 août 2001      | Cléder                  | Pascal Fétizon     | 6 h 44 min 48 s | AL Ploemeur 22 h 55 min 56 s                   | Karine Herry                 | 7 h 54 min 27 s | AL Ploemeur 32 h 18 min 35 s  |
| 21e                                                    | 28 septembre 2002 | Millau                  | Thierry Guichard   | 7 h 16 min 51 s | ES Thaon-les-Vosges 26 h 46 min 15 s           | Karine Herry                 | 8 h 32 min 52 s |                               |
| 22e                                                    | 30 mai 2003       | Chavagnes-en-Paillers   | Mohamed Magroun    | 7 h 12 min 40 s | AL Ploemeur 24 h 48 min 7 s                    | Karine Herry                 | 8 h 11 min 24 s |                               |
| 23e                                                    | 20 juin 2004      | Saint-Augustin-des-Bois | Yannick Djouadi    | 6 h 48 min 30 s | ASPTT Rennes 23 h 10 min 9 s                   | Karine Herry                 | 8 h 5 min 59 s  |                               |
| 24e                                                    | 5 juin 2005       | Nouvion                 | Stéphane Roullier  | 7 h 2 min 29 s  | AP Fougères 23 h 45 min 54 s                   | Karine Herry                 | 7 h 57 min 13 s |                               |
| 25e                                                    | 23 avril 2006     | Belvès                  | Jean-Jacques Moros | 6 h 51 min 50 s | AL Ploemeur 23 h 45 min 45 s                   | Karine Herry                 | 8 h 45 min 6 s  | AC Gradignan 36 h 19 min 19 s |
| 26e                                                    | 19 mai 2007       | Chavagnes-en-Paillers   | Bernard Bretaud    | 6 h 53 min 2 s  | ASPTT Orléans 24 h 56 min 34 s                 | Karine Herry                 | 8 h 10 min 0 s  | DAC Reims 33 h 23 min 52 s    |
| 27e                                                    | 30 août 2008      | Theillay                | Pascal Giry        | 7 h 4 min 54 s  | EC Orléans CJF 23 h 45 min 17 s                | Brigitte Bec                 | 7 h 51 min 32 s |                               |
| 28e                                                    | 25 avril 2009     | Belvès                  | Christophe Buquet  | 7 h 14 min 12 s | AP Fougères 23 h 52 min 42 s                   | Eugénie Monteil              | 9 h 28 min 15 s |                               |
| 29e                                                    | 15 mai 2010       | Chavagnes-en-Paillers   | Régis Raymond      | 6 h 49 min 22 s | EC Orléans CJF 24 h 9 min 21 s                 | Magali Reymonencq            | 8 h 21 min 13 s | AVS Amiens 32 h 38 min 17 s   |
| 30e                                                    | 27 août 2011      | Theillay                | Ludovic Dilmi      | 7 h 23 min 15 s | EC Orléans CJF 25 h 29 min 47 s                | Anne-Cécile Fontaine         | 7 h 59 min 6 s  |                               |
| 31e                                                    | 14 avril 2012     | Belvès                  | Régis Lacombe      | 7 h 21 min 30 s | RC Vichy 24 h 56 min 24 s                      | Julie Chaboud                | 9 h 21 min 55 s |                               |
| 32e                                                    | 27 avril 2013     | Belvès                  | Jérôme Bellanca    | 6 h 53 min 35 s | RC Vichy 23 h 49 min 7 s                       | Anne-Cécile Fontaine         | 8 h 31 min 31 s |                               |
| 33e                                                    | 30 août 2014      | Theillay                | Denis Morel        | 7 h 26 min 22 s | RC Vichy 0 h 0 min 0 s                         | Magali Reymonencq            | 8 h 32 min 42 s |                               |
| 34e                                                    | 16 mai 2015       | Chavagnes-en-Paillers   | Jérôme Bellanca    | 6 h 43 min 45 s | GDM Saint-James 23 h 16 min 17 s               | Caroline Dubois              | 7 h 58 min 22 s |                               |
| 35e                                                    | 8 octobre 2016    | Amiens                  | David Duquesnoy    | 7 h 4 min 3 s   | GDM Saint-James 22 h 54 min 17 s               | Réjane Lecamus               | 8 h 11 min 40 s |                               |
| 36e                                                    | 9 juillet 2017    | Cléder                  | Jérôme Bellanca    | 7 h 13 min 28 s | GDM Saint-James 22 h 59 min 41 s               | Réjane Lecamus               | 8 h 24 min 11 s |                               |
| 37e                                                    | 21 avril 2018     | Belvès                  | Cédric Gazulla     | 7 h 14 min 26 s | Marne et Gondoire Athlétisme 26 h 57 min 12 s  | Laurence Noël                | 9 h 24 min 47 s |                               |
| 38e                                                    | 12 octobre 2019   | Amiens                  | Jérôme Bellanca    | 6 h 48 min 51 s | Amicale du Val de Somme 24 h 27 min 4 s        | Gwenaëlle Guillou            | 8 h 13 min 3 s  |                               |
| 39e                                                    | 16 octobre 2021   | Amiens                  | Guillaume Ruel     | 6 h 42 min 48 s | GDM Saint-James 25 h 11 min 27 s               | Camille Chaigneau            | 7 h 28 min 58 s |                               |
| 40e                                                    | 9 avril 2022      | Belvès                  | Benjamin Polin     | 6 h 50 min 44 s | EC Orleans Cercle Jules Ferry 27 h 54 min 20 s | Floriane Hot                 | 7 h 42 min 24 s |                               |
| 41e                                                    | 18 mai 2023       | Steenwerck              | Benjamin Polin     | 6 h 35 min 19 s |                                                | Audrey Passot                | 7 h 50 min 38 s |                               |

### Athlètes les plus titrés
Comptage réalisé à partir du tableau précédent entre 1982 et 2018 :
- 7. Karine Herry
- 5. Roland Vuillemenot
- 5. Huguette Jouault
- 4. Bruno Scelsi
- 4. Jérôme Bellanca
- 3. Magali Maggiolini-Reymonencq (dont 2 fois sous son nom de jeune fille)
- 2. Claude Ansard
- 2. Monique Exbrayat
- 2. Jean-Marc Bellocq
- 2. Pascal Fétizon
- 2. Anne-Cécile Fontaine
- 2. Réjane Lecamus